# Sparks (Nevada)
Sparks ist eine Stadtgemeinde im Washoe County im US-Bundesstaat Nevada. Das U.S. Census Bureau hat bei der Volkszählung 2020 eine Einwohnerzahl von 108.445 ermittelt.

## Lage
Sparks liegt am Truckee River nahe der Grenze zu Kalifornien. Östlich erstreckt sich das Große Becken, im Westen beginnt der Gebirgszug Sierra Nevada.
Die Gemeinde bildet gemeinsam mit dem sich südwestlich anschließenden Reno eine gemeinsame Stadtagglomeration.
Durch die Stadt führt der Interstate 80.

## Geschichte
Einst wurde die Gegend von Washoe-Indianern bewohnt. 1904 gründete man am Truckee River eine Stadt im Gefolge des Eisenbahnbaus. Sie wurde zunächst „Harrimann“ benannt, nach Edward Harrimann, dem Präsidenten der Eisenbahn. Später wurde sie zu Ehren des Gouverneurs John Sparks in „Sparks“ umbenannt.

### Einwohnerentwicklung
1980–2010: Volkszählungsergebnisse

## Bildung
Sparks ist im Washoe County School District angesiedelt und unterhält derzeit zwei High Schools, drei Middle Schools und 15 Elementary Schools, sowie drei Privatschulen. Bei den Privatschulen handelt es sich um die christlichen Elementary Schools, Legacy Christian School, Excel Christian School und die Lamplight Christian School.

### Schießerei am 21. Oktober 2013
Am 21. Oktober 2013 wurden bei einer Schießerei auf dem Schulgelände der Sparks Middle School zwei Menschen getötet und zwei weitere lebensbedrohlich verletzt. Die Schießerei ereignete sich um 7:50 Ortszeit auf dem Schulhof der Sparks Middle School. Der 14-jährige Täter starb während seiner Tat, gemeinsam mit seinem Opfer, dem Mathematiklehrer und ehemaligen US Marine Michael Landsberry.

## Persönlichkeiten
- Jim Gibbons (* 1944), Gouverneur von Nevada
- Mädchen Amick (* 1970), Schauspielerin
- T. J. Bell (* 1980), Autorennfahrer
- Jena Malone (* 1984), Schauspielerin